# أنغولا في الألعاب الأولمبية الصيفية 2012
شاركت أنغولا في الأولمبياد الصيفية 2012، لندن المملكة المتحدة، في الفترة من 27 يوليو - 12 أغسطس 2012. وقد كانت هذه هي المشاركة الثامنة لأنغولا في الأولمبياد.
وقد أرسلت اللجنة الأولمبية الأنجولية أكبر وفد في تاريخها إلى الأولمبياد، بزيادة 3 رياضيين عن أولمبياد بكين 2008.
مثّل أنغولا 35 رياضيًا، 5 رجال و30 امرأة، تنافسوا في سبع رياضات. وللمرة الثانية في تاريخها، شاركت أنغولا بسيدات أكثر من الرجال في الحدث الأوليمبي.
وكان فريقي سيدات أنغولا لكرة القدم ولكرة اليد هُما الوحيدين اللذان شاركا في رياضات تعتمد على فرق. على الرغم من ذلك، فشلت أنغولا هذه الأولمبياد أيضًا من تحقيق أول ميدالية أولمبية لها.

## ألعاب القوى
الرجال
- شارك مانويل أنطونيو في الجولة الأولى في سباق 800م وحل سابعًا ولم يتأهل.

السيدات
- شاركت فيليسمينا كافيلا في الجولة الأولى في سباق 800م وحلت خامسةً ولم تتأهل.

## كرة السلة
شاركت أنغولا بسيداتها ال12 في منافسات السلة لكنها خسرت مبارياتها الخمس أمام الولايات المتحدة، تركيا، الصين، التشيك، كرواتيا.

## الملاكمة
خسر ممثل أنغولا الوحيد في الملاكمة، تومبا سيلفا، في منافسات الجال للملاكمة، وزن ثقيل في مباراته الأولى في دور الـ16 أمام منافسه الإيطالي روسو وخرج من المنافسة.

## كرة اليد
شاركت أنغولا في منافسات اليد بفريق السيدات المكون من 14 لاعبة. وعلى الرغم من الأداء القوي لسيدات أنغولا إلا أنها قد حلّت خامسةً في مجموعتها (التأهل لأول أربعة) بالنتائج التالية:
- روسيا 30-27 أنغولا
- أنغولا 23-28 كرواتيا
- مونتينجرو 30-25 أنغولا
- أنغولا 31-25 بريطانيا
- البرازيل 29-26 أنغولا

## التجديف
شاركت أنغولا في ثلاث فئات:
- فئة فردي الرجال 200م: شارك فيها نيلسون هينريك وحل سادسًا في الجولة والأولى وثامنًا في قبل النهائي.
- فئة فردي الرجال 1000م: مثّل أنغولا فورتيناتو لويس باكافيرا وحل سادسًا في الجولة الأولى وسابعًا في قبل النهائي وفي المركز الرابع عشر في النهائي-ب.
- فئة زوجي الرجال 1000م: بنيلسون هينريك وفورتيناتو لويس باكافيرا، حلت أنغولا سادسةً في الجولة الأولى وخامسةً في قبل النهائي وفي المركز الثاني عشر في النهائي-ب.

## الجودو
شاركت أنطونيا موريرا في منافسات جودو السيدات وزن 70 كجم ممثلةً لأنغولا، لكنها خرجت من دور الـ16.

## السباحة
- الرجال

شارك بيدرو بينوتيس في حدث 400م فردي رجال متنوع ولم يتأهل من الدور التمهيدي.
- السيدات

على خطى الرجال، فشلت ماريانا هينريك في تخطي الدور التمهيدي أيضًا ولكن هذه المرة في منافسات 50م حر.